# 默里·韦克斯曼
默里·韦克斯曼（英語：Murray Waxman，1925年7月10日—2022年11月27日），生于多伦多，加拿大前男子篮球运动员。他曾随加拿大国家队参加1948年夏季奥运会男子篮球比赛，结果获得第九名。